# Thomas Whately
Thomas Whately (* Dezember 1726 in der Nähe von Epsom; † 26. Mai 1772 in London) war ein britischer Politiker und Publizist. Er war maßgeblich an der Ausgestaltung des American Stamp Act beteiligt, der die Amerikanische Revolution auslöste. Er verfasste die erste theoretische Schrift zum englischen Landschaftsgarten. Die Stadt Whately in Massachusetts wurde nach ihm benannt.

## Herkunft und Ausbildung
Thomas Whately war der älteste Sohn von Thomas Whately (c.1685–1765) und dessen Ehefrau Mary (geb. Thompson), einem Kaufmann und Direktor der Bank of England und der Tochter eines wohlhabenden Kaufmanns. Etliche Mitglieder der verzweigten Familie mit puritanischen Wurzeln bekleideten immer wieder einflussreiche Positionen.
Der junge Thomas besuchte das Clare College in Cambridge bis 1745, anschließend studierte er in London an der Middle Temple. 1751 erhielt er seine Zulassung als Barrister.

## Politische Laufbahn
Durch familiäre Beziehungen gelang Whately innerhalb von zehn Jahren, die Voraussetzungen für eine politische Karriere zu legen. 1761 wurde er Unterhaus-Abgeordneter. 1762 bekleidete er den Posten des Privatsekretärs von George Grenville, 1763 war er Staatssekretär im Finanzministerium.
Whatelys Aufgabenbereich waren koloniale Angelegenheiten, so war er maßgeblich an der Entstehung des American Revenue Act (Sugar Act, „Zuckergesetz“) und des American Stamp Act („Stempelgesetz“) beteiligt. Da er seine Haltung zu beiden Gesetzen beibehielt, schuf er sich zahlreiche Feinde, vor allem unter in London lebenden Amerikanern.

## Whately als Gartentheoretiker
Thomas Whately betätigte sich zudem als Gartengestalter und -theoretiker. Als Gartenamateur legte er zwei Gärten an: in einer aufgelassenen Kreidegrube auf dem von ihm gemeinsam mit seinem Bruder bewohnten Anwesen Nonsuch Mansion (Cheam, Surrey) und den Garten von William Gilpin, seinem Freund. Beide Gärten existieren nicht mehr.
Seine gartentheoretische Schrift Observations on Modern Gardening, Illustrated by Descriptions hingegen überdauerte seine Gartenschöpfungen. Sie erschien 1770 in London und erreichte bis 1801 sechs Auflagen, es folgten Übersetzungen ins Französische und Deutsche. Whately beschrieb in diesem Buch verschiedene Gärten und Parks, ordnete und bewertete sie anhand der Ausstattung und Bauwerke. Er wendete sich gegen eine Überzahl von Staffagebauten und befürwortete eine empfindsam-romantische Landschaftsgestaltung. Seine Ideen hatten großen Einfluss auf die Entwicklung des Landschaftsgartens im übrigen Europa; im deutschsprachigen Bereich wurden sie von Christian Cay Lorenz Hirschfeld aufgenommen.
Wie exakt und verlässlich die Beschreibungen Whatelys waren, wird durch den fast zeitgenössischen Bericht des Universalgelehrten und zukünftigen Präsidenten der Vereinigten Staaten Thomas Jefferson belegt. Dieser verzeichnete bereits 1783 eine Kopie des Traktats in seiner Bibliothek in Monticello. Während seines Aufenthalts in Europa als Gesandter in Frankreich besuchte er auch England. Wissensdurstig und zum Nutzen seiner eigenen Gartenprojekte, unternahm er, in Begleitung seines engen Freundes und ebenfalls zukünftigem amerikanischen Präsidenten John Adams im April 1786 eine Tour zu einigen der von Whately beschriebenen Gärten. Die daraus resultierenden, knapp gefassten Notes of a Tour of English Gardens begann er mit folgenden Worten:

“Memorandums made on a tour to some of the gardens in England described by Whateley in his book on gardening. While his descriptions in point of style are models of perfect elegance and classical correctness, they are as remarkeable for their exactness. I always walked over the gardens with his book in my hand, examined with attention the particular spots he described, found them so justly characterised by him as to be easily recognised, and saw with wonder, that his fine imagination had never been able to seduce him from the truth”

„Memoranda, erstellt auf einer Tour zu einigen der Gärten in England, die Whateley in seinem Buch über das Gartenwesen beschreibt. Sind seine Beschreibungen im Hinblick auf den Stil Modelle perfekter Eleganz und klassischer Korrektheit, so sind sie gleichermaßen bemerkenswert für ihre Genauigkeit. Ich bin stets mit seinem Buch in der Hand durch die Gärten spaziert, habe mit Aufmerksamkeit die einzelnen, von ihm beschriebenen Stellen untersucht, fand sie so richtig von ihm charakterisiert, als dass sie mit Leichtigkeit wiedererkannt sind, und sah mit Verwunderung, dass es seine erlesene Vorstellungskraft niemals vermochte, ihn von der Wahrheit weg zu locken.“

## Tod und Skandal
Whately war unverheiratet, Nachkommen sind nicht bekannt. Er starb 1772 unerwartet ohne ein Testament zu hinterlassen. Sein jüngerer Bruder William übernahm die Verwaltung des Nachlasses. Durch Diebstahl gerieten Briefwechsel des Verstorbenen mit Andrew Oliver und Thomas Hutchinson an Benjamin Franklin und verursachten einen Skandal. Sein Bruder Joseph veröffentlichte eine unvollendet gebliebene literarische Studie des Toten über Bühnenfiguren Shakespeares.